# ابراهیما کسوری فوفانا
ابراهیما کسوری فوفانا (انگلیسی: Ibrahima Kassory Fofana؛ زادهٔ ۱۵ آوریل ۱۹۵۴) سیاست‌مدار اهل گینه است. وی از ۲۱ مه ۲۰۱۸ تا ۵ سپتامبر ۲۰۲۱ نخست‌وزیر گینه بود.